# Marine One

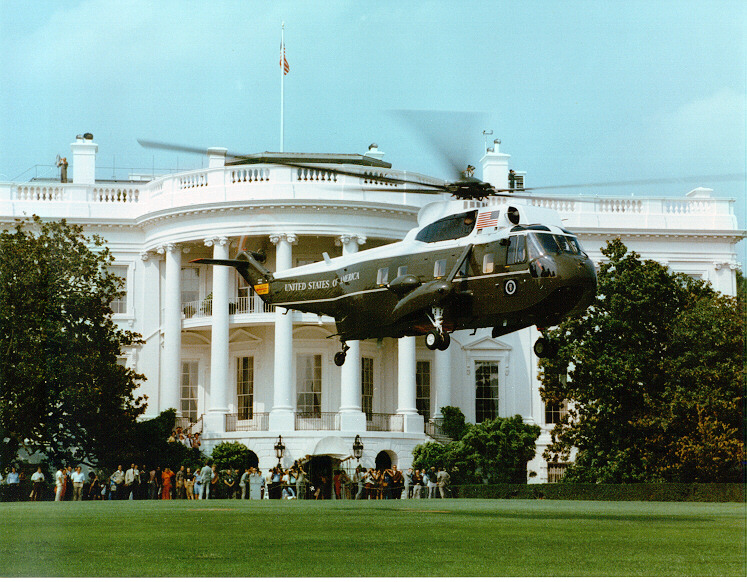
Sikorsky SH-3 Sea King przed Białym Domem

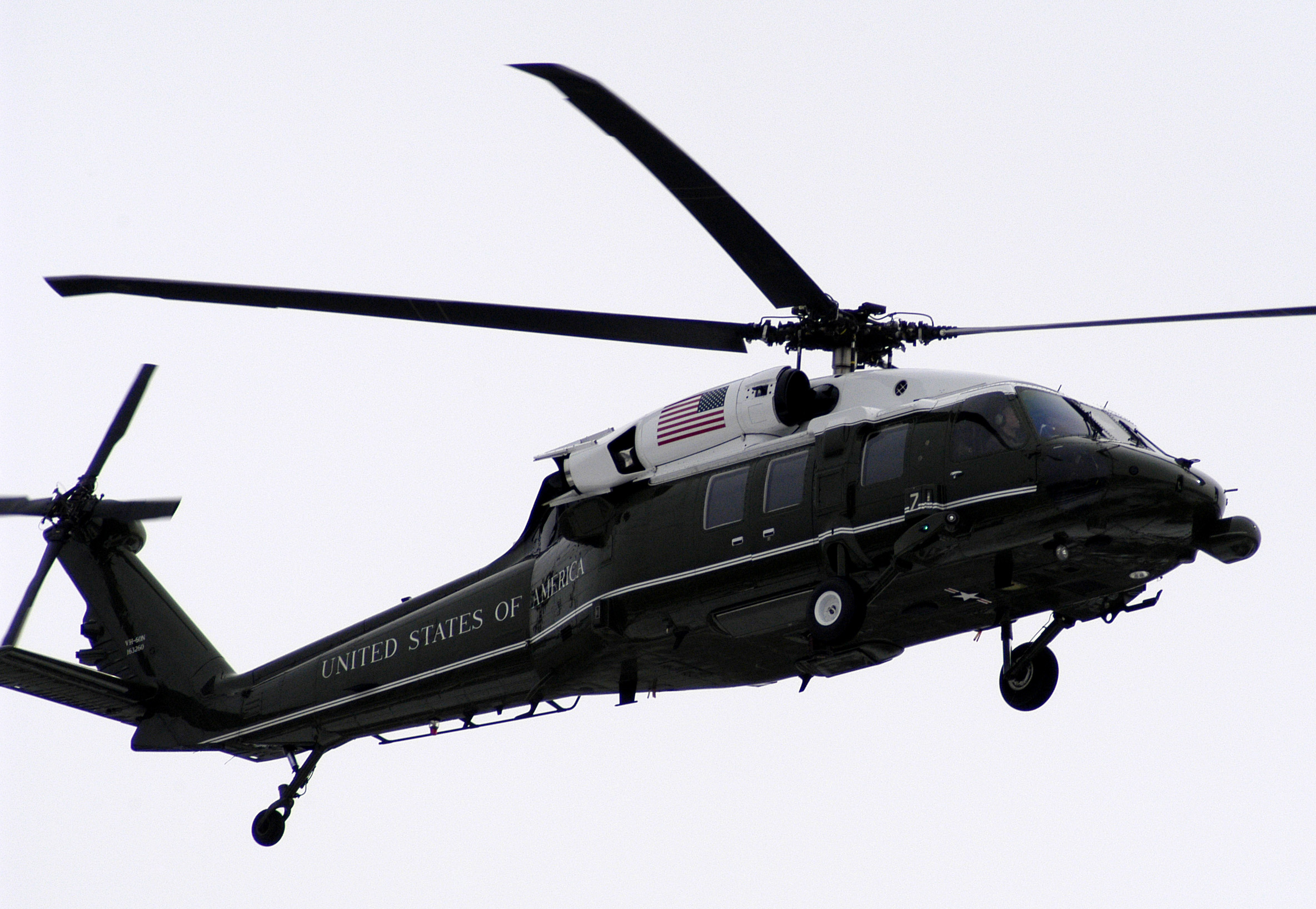
VH-60N podczas lądowania.

Marine One – kryptonim każdego statku powietrznego należącego do Korpusu Piechoty Morskiej USA przewożącego Prezydenta Stanów Zjednoczonych.
Tak jak w przypadku Air Force One, istnieje "dyżurna maszyna", którą jest specjalnie do tego przystosowany Sikorsky SH-3 Sea King. Ma on przede wszystkim za zadanie, w razie konieczności, ewakuować głowę państwa i najważniejszych dygnitarzy z Białego Domu. Drugorzędnym zadaniem jest transportowanie prezydenta w wyznaczone miejsca, do czego jest, jak do tej pory, częściej wykorzystywany. Gdy na pokładzie śmigłowca znajduje się Wiceprezydent Stanów Zjednoczonych, automatycznie zostaje przydzielony mu kryptonim Marine Two.

## Historia
Pierwszym śmigłowcem noszącym miano "Marine One" był H-13 Sioux. Jako pierwszy używał go Dwight Eisenhower, już w 1957.
Następnie model H-13 Sioux został zastąpiony w 1958 r. przez H-34 Choctaw, a w 1961 przez Sikorsky SH-3 Sea King. Obecnie prócz SH-3 używany jest śmigłowiec Sikorsky VH-60N Presidental Hawk, czyli przebudowana wersja śmigłowca przeznaczonego dla wojska. 
Aż do 1967 Korpus Piechoty Morskiej dzielił się obowiązkiem transportu prezydenta z Armią USA. Kiedy na pokładzie maszyny Armii znajdował się prezydent, nosiły one kryptonim "Army One". 
W 2001 konkurs na nowy śmigłowiec "Marine One" wygrał zachodnioeuropejski AgustaWestland AW101, który miał być produkowany na licencji w Stanach Zjednoczonych pod wojskowym oznaczeniem VH-71A Kestrel, a Korpus Piechoty Morskiej do 2008 otrzymać miał 23 maszyny tego typu. 1 czerwca 2009 roku kontrakt został anulowany.